# BMW E31
Der BMW 8er (werksintern E31) ist ein Oberklasse-Coupé der 8er-Reihe von BMW. Der 8er entstand unter der Leitung des BMW-Chefdesigners Claus Luthe. Er wurde im Sommer 1989 offiziell auf der IAA in Frankfurt vorgestellt und bis Mitte 1999 produziert.

## Modellgeschichte

### Allgemeines
Die Karosserieform stammt von Klaus Kapitza, der anschließend Designchef der BMW Technik GmbH wurde. Die Frontpartie war an die des M1 angelehnt. Der 8er beerbte den BMW 6er (Baureihe E24), war allerdings größer und teurer als sein Vorgänger. Die Hauptkonkurrenten des E31 waren die Coupémodelle C 126 und C 140 der S-Klasse von Mercedes-Benz. Den 8er gab es nur als Coupé. Es wurden Prototypen einer Cabriolet-Version entwickelt, denen es jedoch an Stabilität mangelte.
Die Technik und Motoren kamen teilweise vom damals aktuellen 7er, dem E32. Später wurden nach und nach neuere Motoren aus dem 5er und dem E38 eingeführt.
Der E31 war bis zur Einführung des E38 L7 im Jahr 1997 das teuerste Modell im BMW-Programm. Der Verkauf blieb letztlich hinter den Erwartungen zurück, obgleich vor dem Serienstart etwa 5.000 Kaufverträge unterzeichnet worden sein sollen und die Lieferzeit beim Produktionsanlauf drei Jahre betrug: In zehn Jahren wurden (ohne die 18 BMW 830i, die niemals in den Verkauf gelangten, ohne die drei Cabrio-Prototypen und ohne den M8-Prototyp) 30.603 Exemplare des 8er gebaut. Der Absatz wurde durch die weltweite Rezession der frühen 1990er Jahre, den zweiten Golfkrieg und Energiepreiserhöhungen beeinträchtigt. Vor allem in den USA hatte BMW mit höheren Verkaufszahlen gerechnet, dort erwarteten die Käufer jedoch von solch einem schweren und teuren Fahrzeug mehr Leistung. 1997 beendete BMW dort den Absatz des Coupes.
Einen Nachfolger für den 8er gab es zunächst nicht. Erst im Sommer 2003 ergänzte BMW seine Modellpalette mit einem größeren Coupé der oberen Mittelklasse, dem BMW 6er E63. Dieser basiert jedoch auf der 5er-Reihe und wurde günstiger als die konkurrierenden CL-Coupes von Mercedes-Benz angeboten.

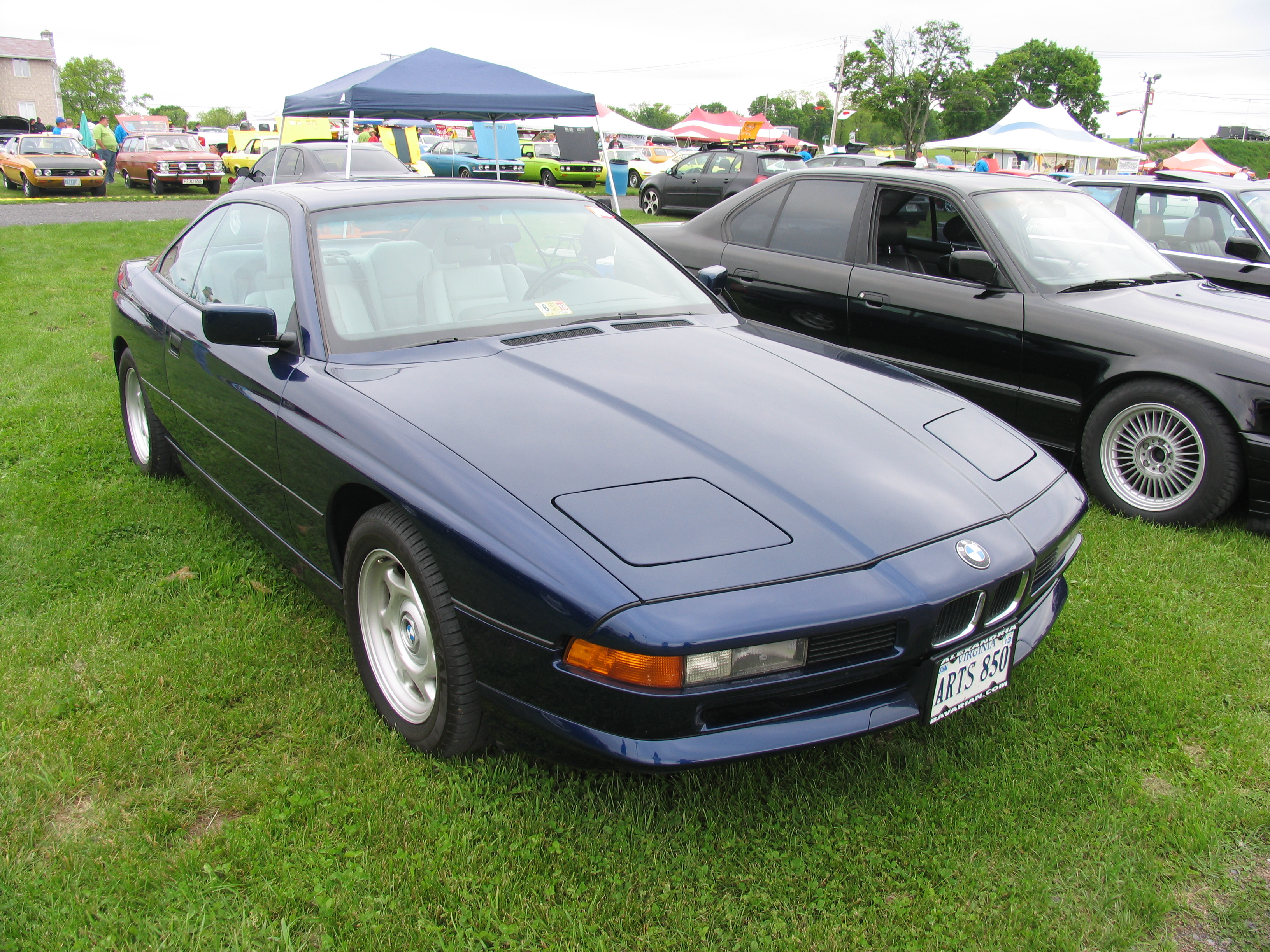
BMW 8er US-Version, Frontansicht (1990–1998)
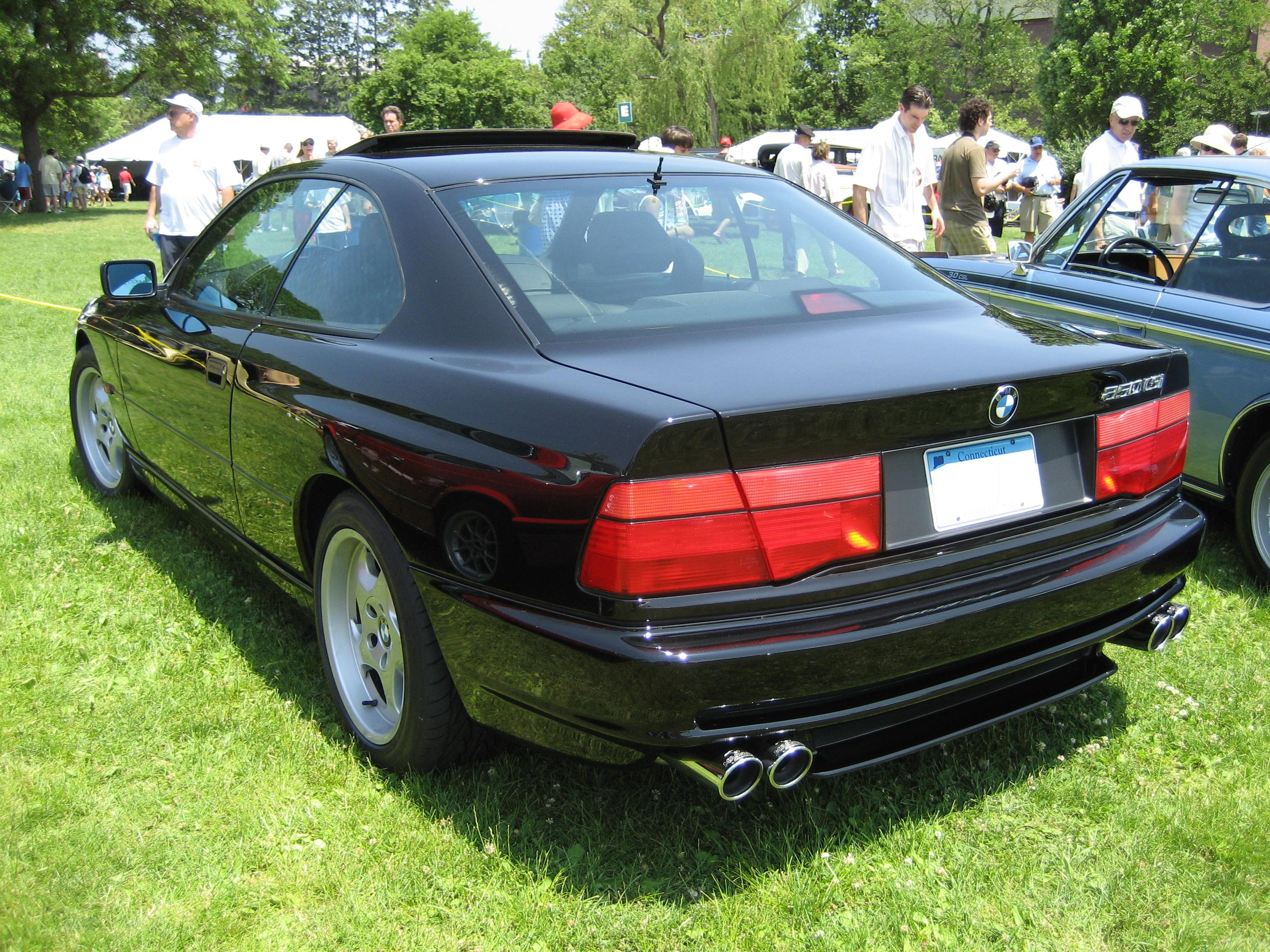
Heckansicht BMW 8er US-Version (1990–1998)
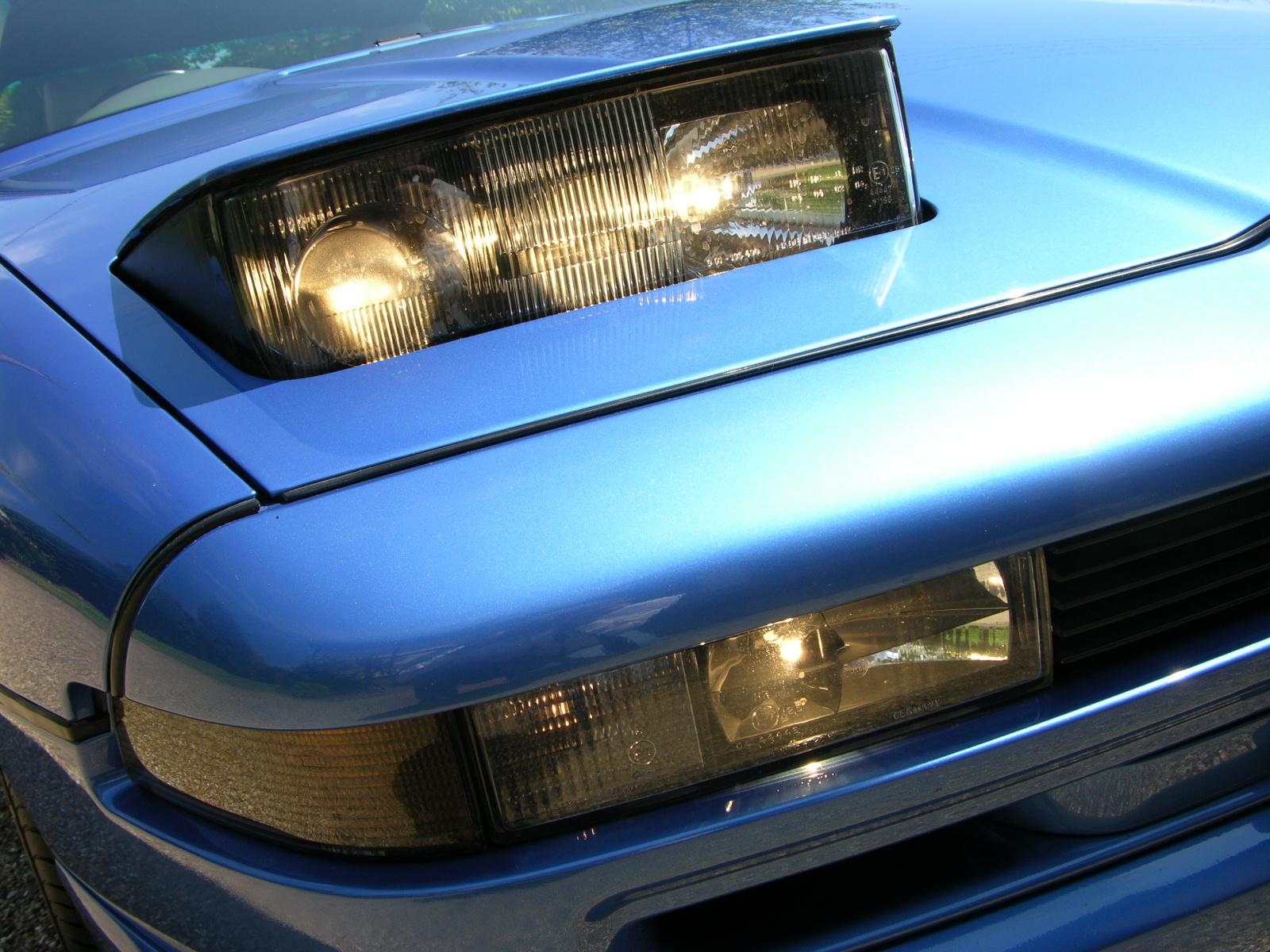
BMW 8er Detail: Klappscheinwerfer
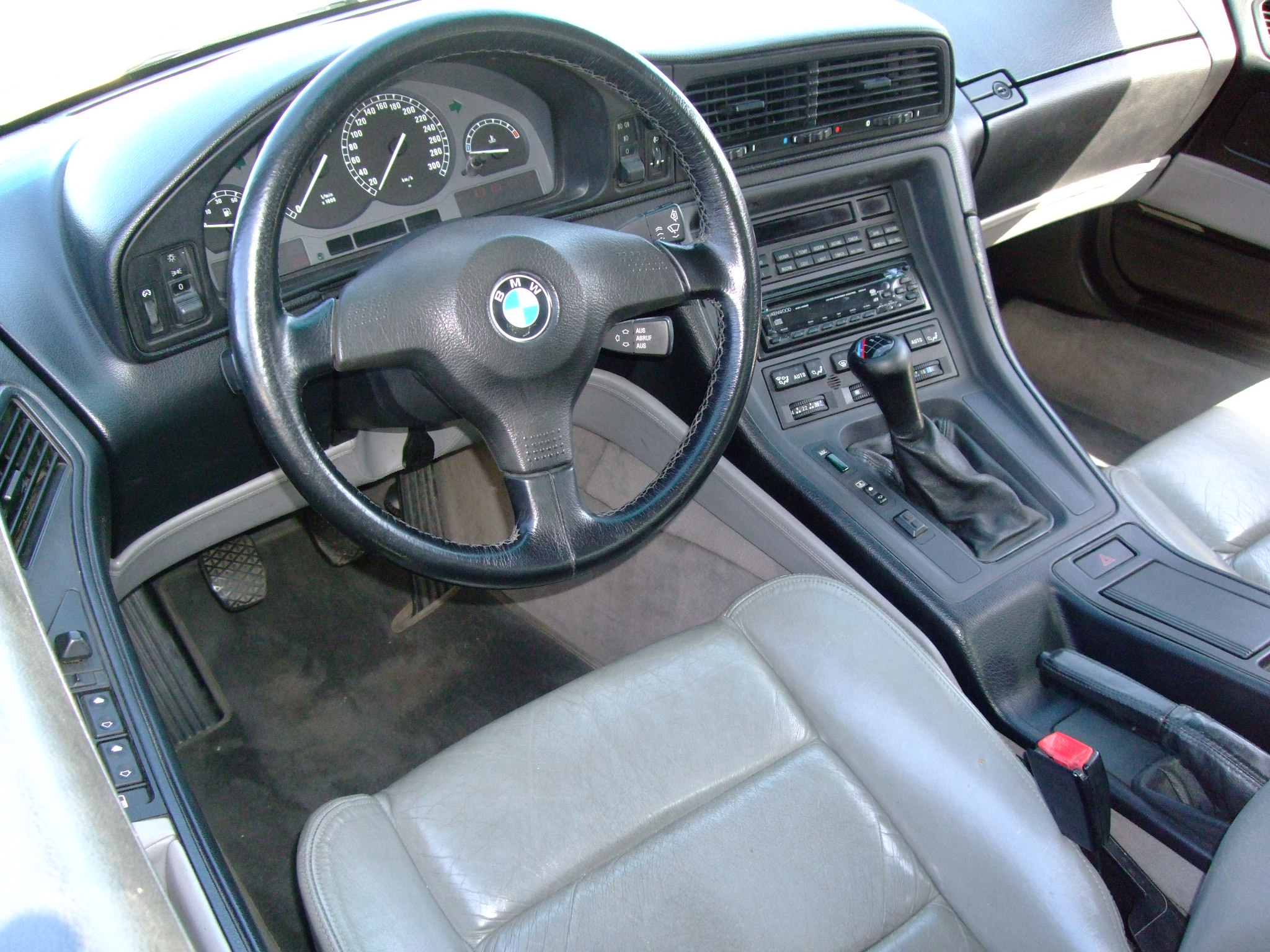
BMW 8er Interieur
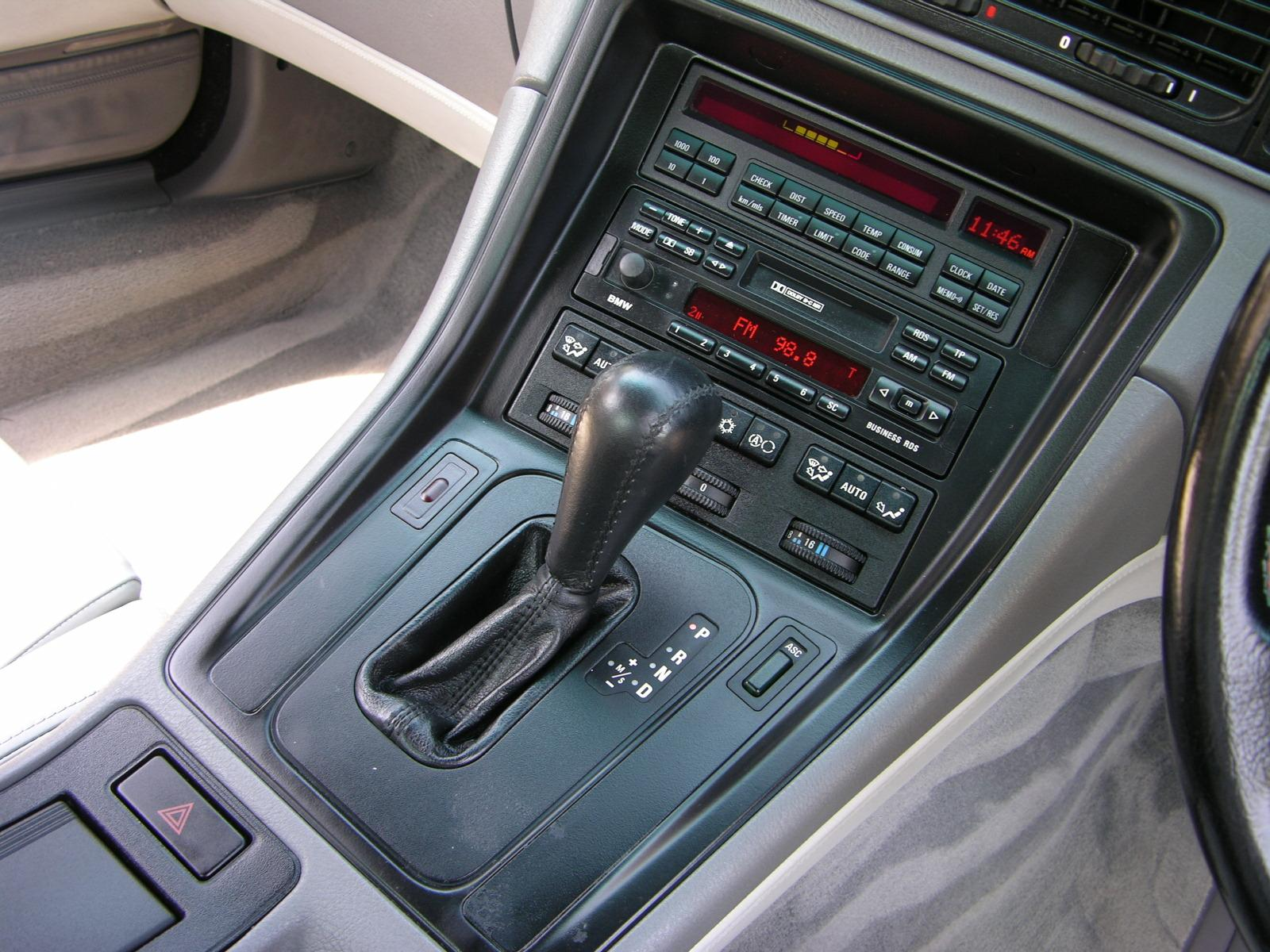
BMW 8er Interieur, Mittelkonsole
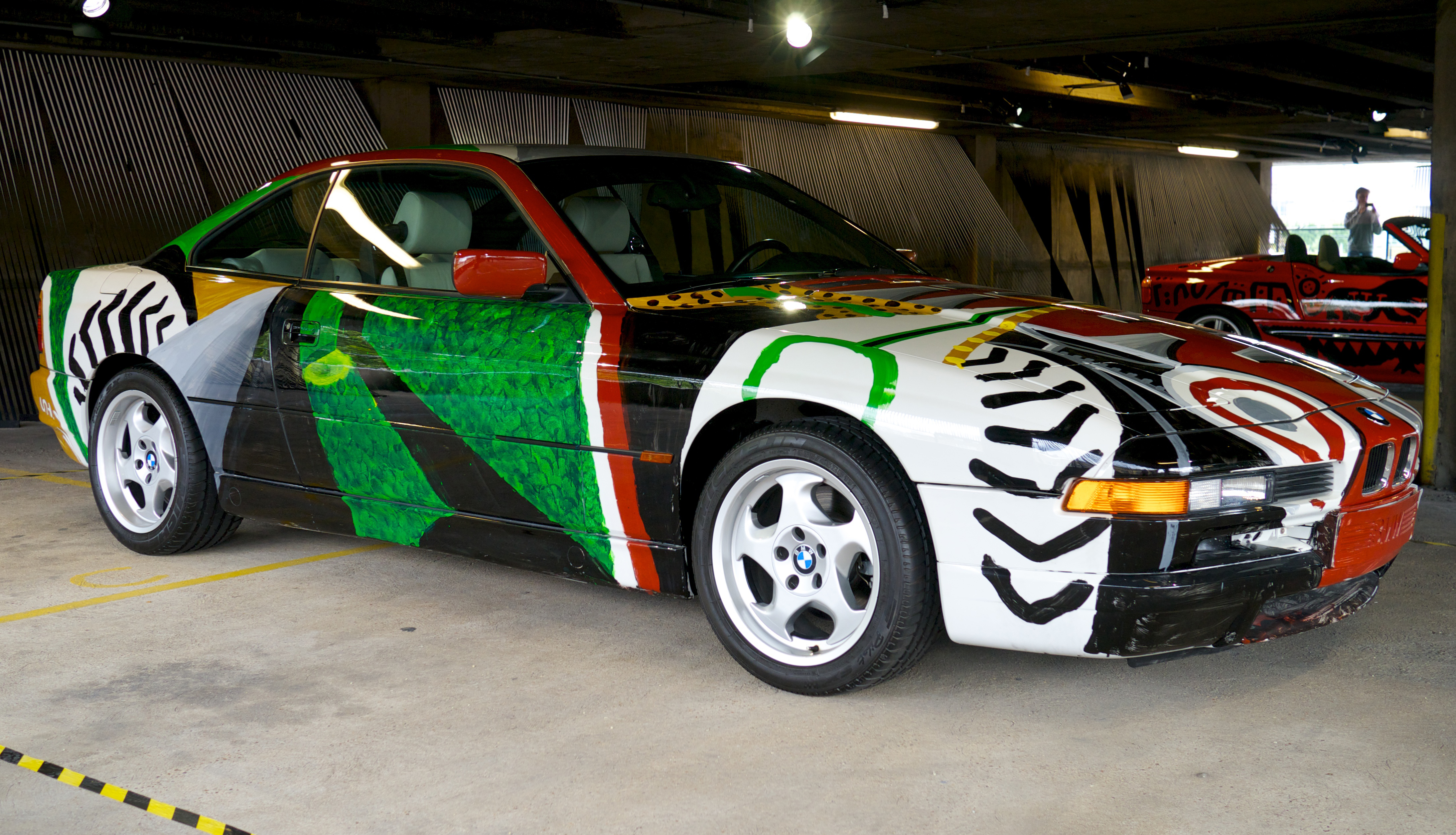
BMW Art Car von David Hockney (1995)

### Motorisierungen
Anfangs war das Fahrzeug nur als 850i mit dem bereits vom BMW 750i bekannten Zwölfzylinder-Motor mit 220 kW (300 PS) lieferbar. Die Motorisierungen wurden für den Betrieb mit Normalbenzin entwickelt, um den Betrieb in den USA zu gewährleisten (aufgrund der Oktanschwankungen des US-amerikanischen Treibstoffs). Wahlweise erfolgt hier die Kraftübertragung über ein 6-Gang-Schaltgetriebe oder eine Viergangautomatik.
Im Spätsommer 1992 wurde die Baureihe um den 850CSi mit einem 280 kW (380 PS) starken Zwölfzylinder nach oben ergänzt. Dieser wurde ausschließlich mit 6-Gang-Schaltgetriebe und einer mitlenkenden Hinterachse angeboten, die in den kleineren Zwölfzylindern umgerechnet etwa 6.000 € Aufpreis kostete. Im gleichen Jahr wurden von BMW zu Testzwecken auch 18 Exemplare eines 830i gebaut. Der hierfür verwendete Motor war der auch im E32, E34 und E38 verwendete V8 M60B30 mit 160 kW (218 PS) und 296 Nm. Keines dieser Fahrzeuge gelangte in den Verkauf, aufgrund nicht der Fahrzeugklasse entsprechender Fahrleistungen.
Ihm folgte dann im Sommer 1993 der mit einem 210 kW (286 PS) starken V8 ausgerüstete 840i. Dieses Basismodell war das erste V8-Coupé von BMW seit dem BMW 3200 CS in den 1960er Jahren. Auch hier bestand die Wahl zwischen Automatik und Schaltgetriebe.
Der 850Ci erhielt im Frühjahr 1994 einen modernisierten Zwölfzylinder mit 240 kW (326 PS), der jetzt serienmäßig eine Fünfgangautomatik erhielt. Er löste nach und nach den alten Fünfliter-V12 ab. Beide Modelle wurden jedoch ein halbes Jahr parallel produziert, beide unter demselben Kürzel 850Ci. Ab Ende 1996 waren nur noch 840Ci und 850Ci im Programm, der 850CSi wurde eingestellt.

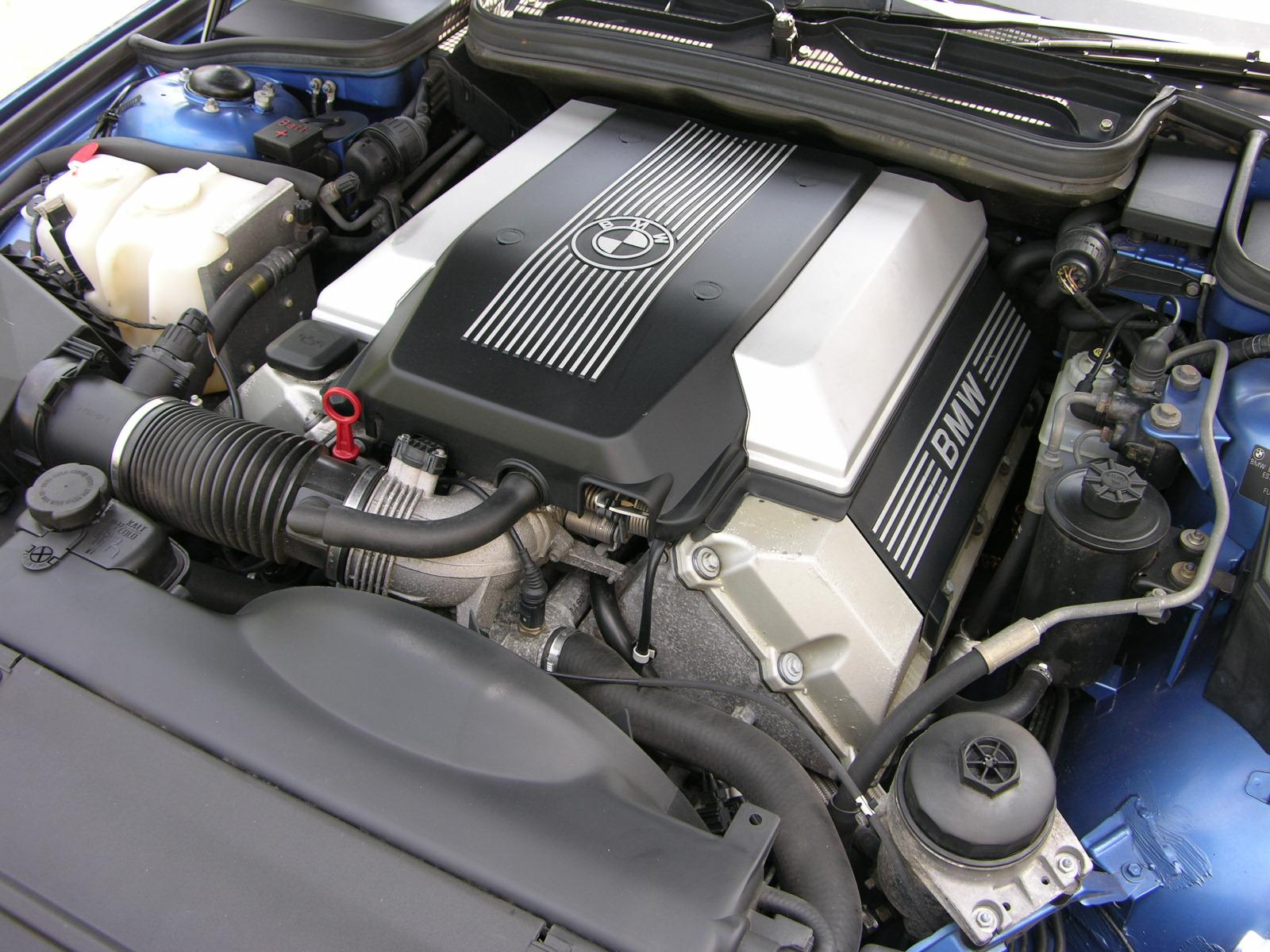
840 Ci
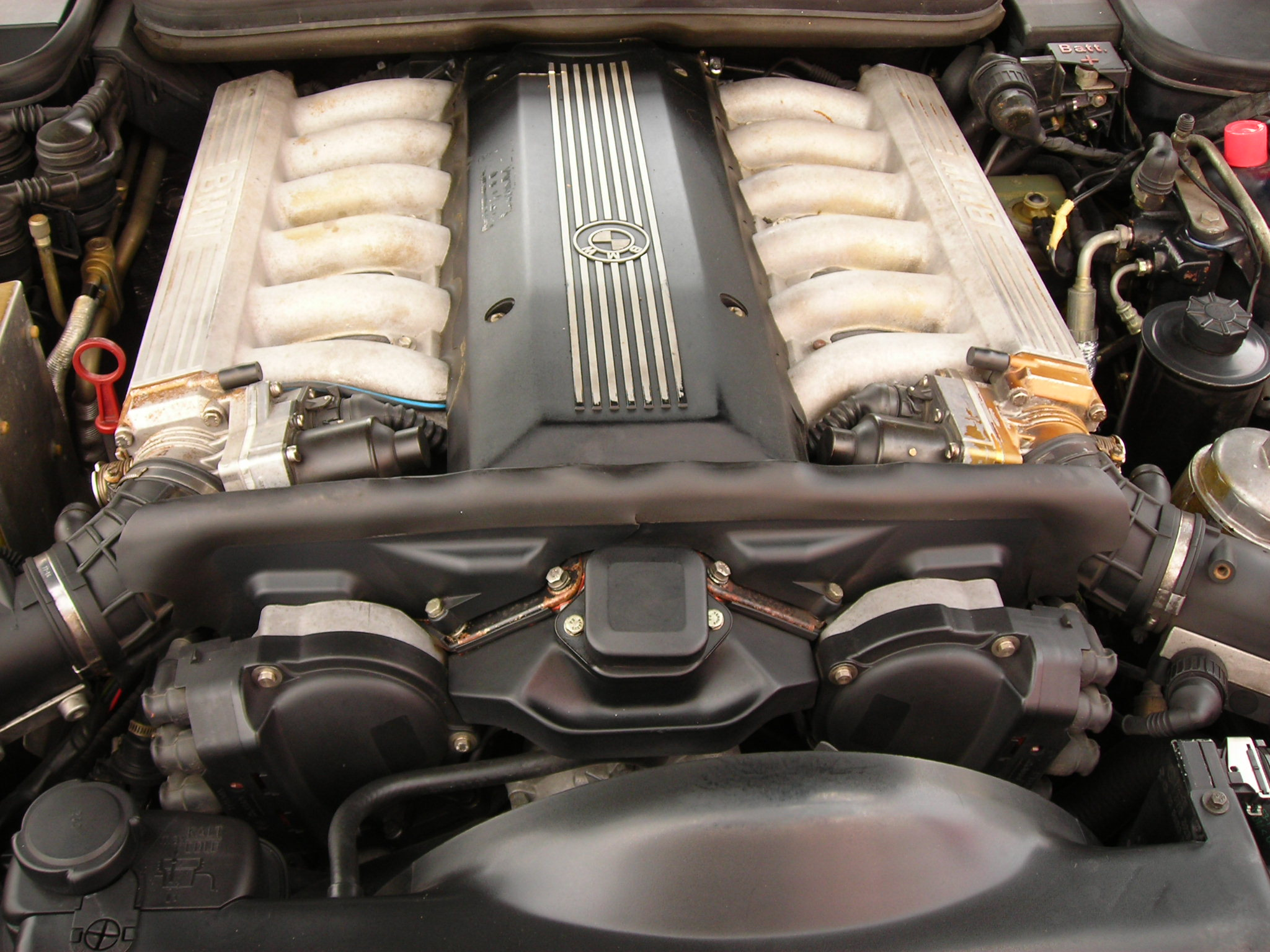
V-12 Motor (BMW M70)
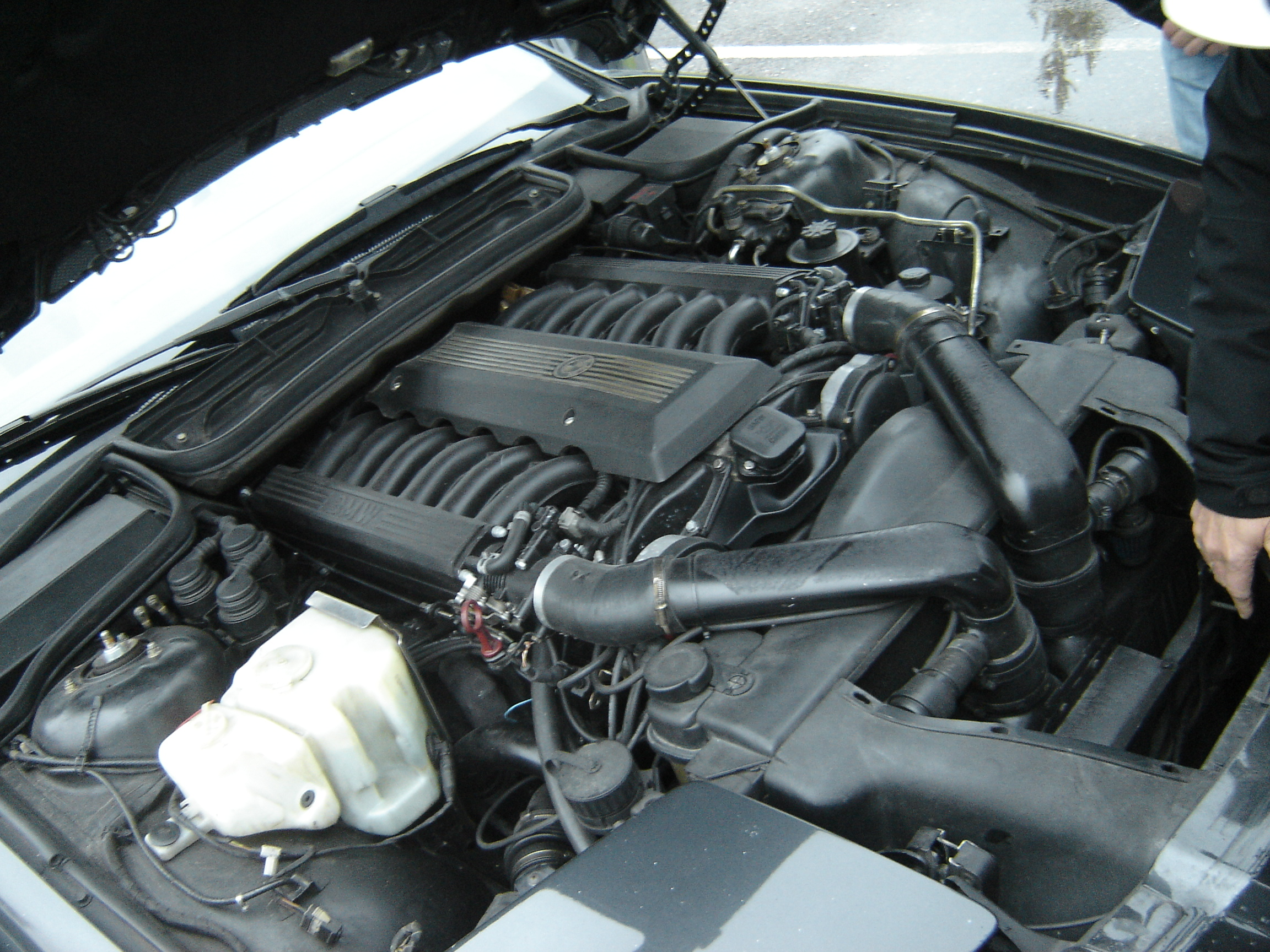
BMW 850i Bi Turbo

## Prototypen (1990)

### BMW M8

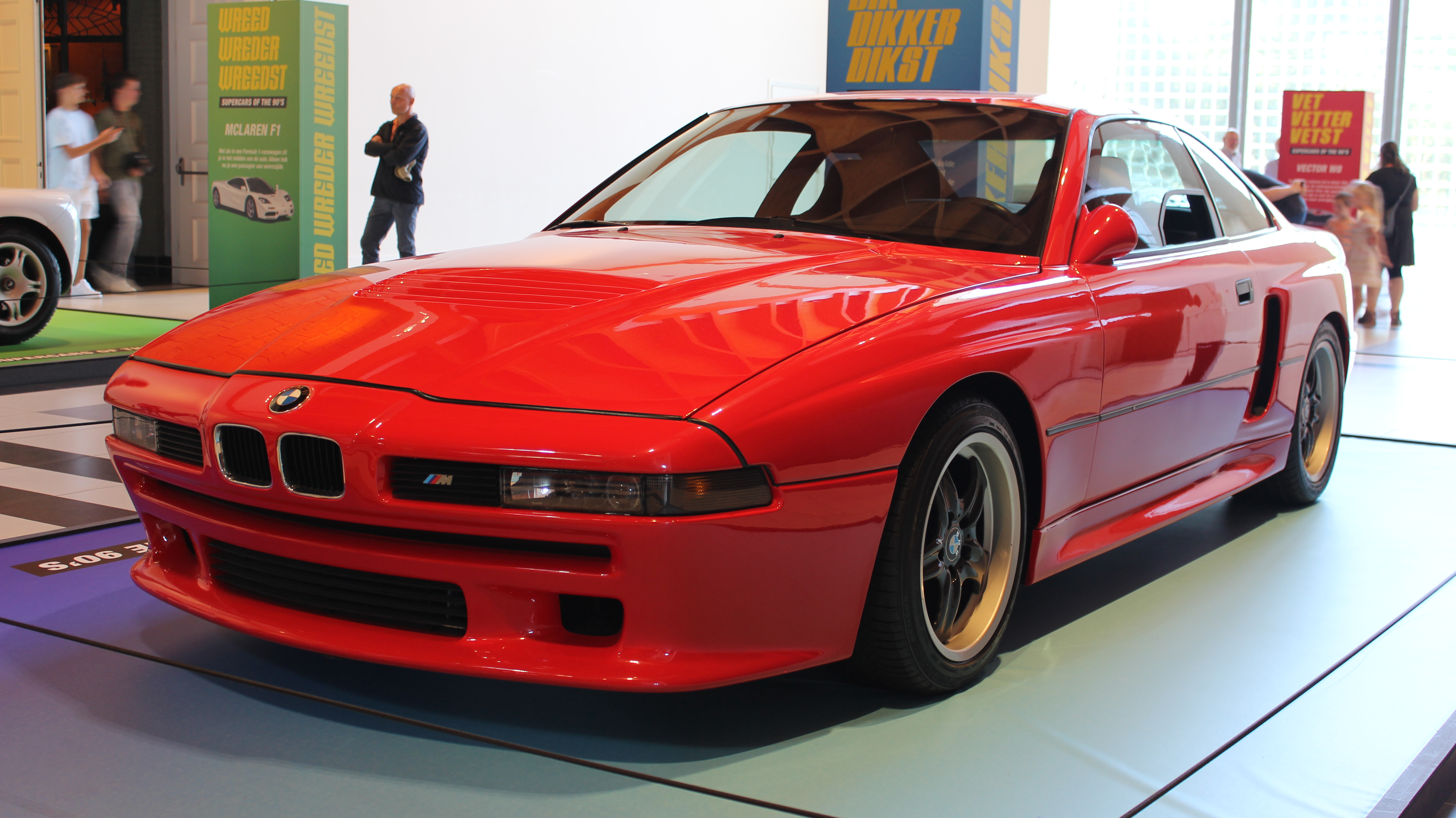
BMW M8

Vom Sportmodell M8 wurde 1990 lediglich ein Prototyp von der M GmbH gebaut. Andere Quellen sprechen auch von drei Fahrzeugen, von denen eines bei Erprobungsfahrten verloren ging. Der M8 gehörte zu den größten Geheimnissen von BMW. Der Prototyp soll im sogenannten Giftschrank, einer BMW-Lagerhalle in Dingolfing – angeblich unter Kistenstapeln –, eingelagert worden sein. Erst im Jahr 2010 wurde der Prototyp erstmals der Öffentlichkeit gezeigt.
Der Motor des M8 wäre ein bis zu 441 kW (600 PS) starker 6-Liter-V12-Motor auf Basis des S70 gewesen, der dann letztlich in veränderter Form seinen Platz im Supersportwagen McLaren F1 gefunden hat. Auch der Motor des 850CSi (der übrigens im Fahrzeugschein als M8 angegeben ist) basiert auf dem S70-Triebwerk, allerdings mit 5,6 Liter Hubraum und nur 280 kW (380 PS). Der M8-Prototyp besaß keine Klappscheinwerfer: das Abblend- und Fernlicht waren an Stelle der schmalen Standlichter im Stoßfänger integriert. Angetrieben wurde der Prototyp vom V12, der unter anderem durch eine Einzeldrosselanlage eine Leistung von etwa 400 kW erreichte.

### Cabrio

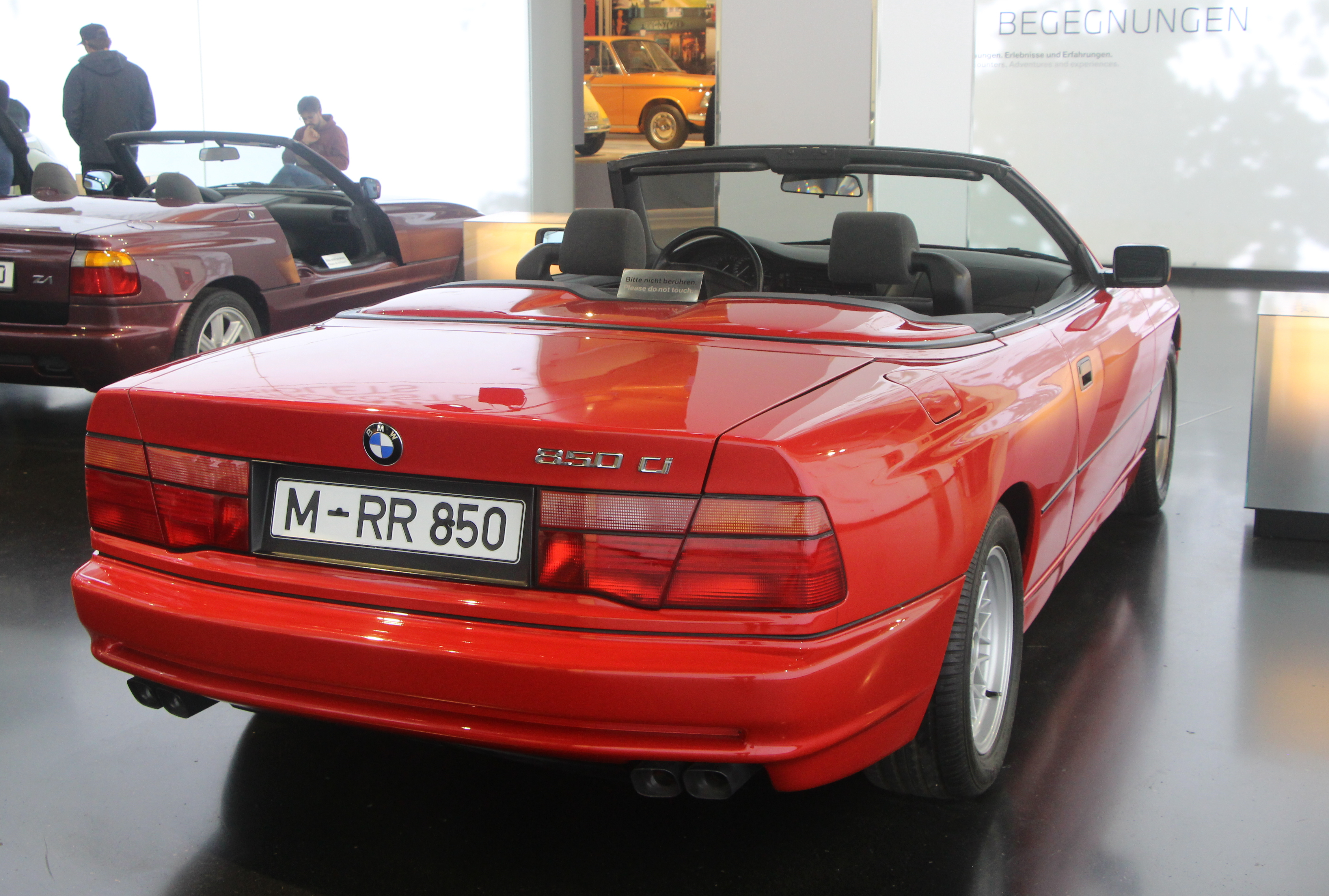
Cabrio-Heckansicht im BMW-Museum

Etwa gleichzeitig mit der Präsentation führte Mercedes-Benz eine neue SL-Generation ein. Das größte Manko des E31 gegenüber dem Hauptkonkurrenten SL bestand darin, keine Cabriovariante zu bieten. Damit lag der SL in der Publikumsgunst vorne. Die Aufgabe, nachträglich aus einem Coupé wie dem 8er ein Cabriolet zu entwickeln, bedeutete quasi eine Neuentwicklung und zog viele Änderungen an Karosserie (Torsion), sowie die komplette Entwicklung einer Verdeckkonstruktion nach sich. Das Mehrgewicht erforderte die Neuabstimmung des Fahrwerks und Einsatz leistungsstärkerer Motoren. 
Von der Cabrio-Variante des E31 wurden nur drei Prototypen produziert. Das Fahrzeug basiert technisch auf dem 1989 eingeführten 850i E31 mit Sechsgang-Handschaltgetriebe, wurde im Jahr 1990 gefertigt und umfassend von BMW erprobt und trägt einige Details des zuvor gebauten 5er Cabriolets des E34, das ebenfalls nicht in Serie ging. Die Bezeichnung wurde den neueren 8er Modellen ab 1993 entsprechend mit dem Zusatzkürzel Ci in 850Ci angepasst.
„Zu behäbig, zu wenig steif, zu teuer“ lauteten die Gründe der Verzichtserklärung für die Cabriovariante. Ein solch aufwendiges Nischenmodell im Nachhinein entwickelt, versprach nicht genügend Stückzahlen und Rendite.

## Technische Daten
| Modell | Motorcode | Hubraum  | Zylinder | Leistung                     | Drehmoment          | 0–100 km/h | Vmax     | Bauzeit         | Stückzahlen |
| ------ | --------- | -------- | -------- | ---------------------------- | ------------------- | ---------- | -------- | --------------- | ----------- |
| 830i   | M60B30    | 2997 cm³ | 8        | 160 kW (218 PS) bei 5800/min | 296 Nm bei 4500/min | 8,3 s      | 232 km/h | 04/1992–12/1992 | 18          |
| 840i   | M60B40    | 3982 cm³ | 8        | 210 kW (286 PS) bei 5800/min | 400 Nm bei 4500/min | 7,0 s      | 250 km/h | 07/1993–02/1996 | 4.728       |
| 840Ci  | M62B44    | 4398 cm³ | 8        | 210 kW (286 PS) bei 5700/min | 420 Nm bei 3900/min | 6,9 s      | 250 km/h | 01/1995–05/1999 | 3.075       |
| 850i   | M70B50    | 4988 cm³ | 12       | 220 kW (300 PS) bei 5200/min | 450 Nm bei 4100/min | 6,8 s      | 250 km/h | 05/1989–12/1992 | 20.072      |
| 850Ci  | M70B50    | 4988 cm³ | 12       | 220 kW (300 PS) bei 5200/min | 450 Nm bei 4100/min | 6,8 s      | 250 km/h | 01/1993–10/1994 | 20.072      |
| 850Ci  | M73B54    | 5379 cm³ | 12       | 240 kW (326 PS) bei 5000/min | 490 Nm bei 3900/min | 6,3 s      | 250 km/h | 02/1994–05/1999 | 1.218       |
| 850CSi | S70B56    | 5576 cm³ | 12       | 280 kW (380 PS) bei 5300/min | 550 Nm bei 4000/min | 6,0 s      | 250 km/h | 08/1992–11/1996 | 1.510       |

1. ↑  Nur als Prototypen gebaut.
2. ↑  elektronisch begrenzt bei 250 km/h
3. ↑  Automatikversion

## Bestand in Deutschland
Aufgeführt ist der Bestand an BMW E31 nach Hersteller- (HSN) und Typschlüsselnummern (TSN) in Deutschland laut Kraftfahrt-Bundesamt am jeweiligen Stichtag, dem 1. Januar. Typen mit weniger als 100 Fahrzeugen werden nicht ausgewiesen. Bis 2007 beinhaltete der Bestand neben der Anzahl der angemeldeten Fahrzeuge auch die Anzahl der vorübergehenden Stilllegungen. Seit 2008 enthält der Bestand lediglich den „fließenden Verkehr“ einschließlich der Saisonkennzeichen.
| HSN/TSN  | Modell      | kW     | 2005  | 2006  | 2007  | 2008  | 2009   | 2010   | 2011   | 2012   | 2013   | 2014   | 2015   | 2016   | 2017   | 2018                  | 2019                  | 2020                  | 2021                  | 2022                  | 2023   | 2024   | 2025   |
| -------- | ----------- | ------ | ----- | ----- | ----- | ----- | ------ | ------ | ------ | ------ | ------ | ------ | ------ | ------ | ------ | --------------------- | --------------------- | --------------------- | --------------------- | --------------------- | ------ | ------ | ------ |
| 0005/494 | 850i, 850Ci | 220    | 3715  | 3439  | 3439  | 2328  | 2185   | 2137   | 2078   | 2000   | 1929   | 1896   | 1907   | 1911   | 1880   | 1885                  | 1870                  | 1871                  | 1890                  | 1910                  | 1935   | 1964   | 1950   |
| 0005/532 | 840Ci 1     | 210    | 722   | 698   | 670   | 530   | 509    | 521    | 498    | 478    | 470    | 477    | 482    | 492    | 492    | 478                   | 470                   | 462                   | 469                   | 474                   | 479    | 473    | 466    |
| 0005/553 | 850Ci       | 240    | 339   | 319   | 308   | 248   | 237    | 228    | 230    | 220    | 217    | 215    | 219    | 206    | 210    | 228                   | 233                   | 235                   | 242                   | 242                   | 235    | 230    | 229    |
| 0005/588 | 840Ci 2     | 210    | 197   | 197   | 195   | 159   | 163    | 168    | 168    | 175    | 182    | 195    | 198    | 225    | 230    | 218                   | 226                   | 233                   | 227                   | 225                   | 226    | 231    | 230    |
| 0575/309 | 850CSi      | 280    | 228   | 215   | 204   | 153   | 145    | 136    | 139    | 139    | 134    | 133    | 142    | 100    | 101    | 141                   | 135                   | 136                   | 135                   | 134                   | 125    | 121    | 120    |
| 7909/301 | 850CSi      | 280    | 180   | 168   | 158   | 115   | 113    | 105    | 103    |        | 101    | 102    | 104    | 142    | 145    | nicht mehr aufgeführt | nicht mehr aufgeführt | nicht mehr aufgeführt | nicht mehr aufgeführt | nicht mehr aufgeführt | 99     | 105    | 108    |
| Gesamt   | Gesamt      | Gesamt | 5381  | 5036  | 4739  | 3533  | 3352   | 3295   | 3216   | 3012   | 3033   | 3018   | 3052   | 3076   | 3058   | 2950                  | 2934                  | 2937                  | 2963                  | 2985                  | 3099   | 3124   | 3103   |
| Quelle   | Quelle      | Quelle | [ 6 ] | [ 7 ] | [ 8 ] | [ 9 ] | [ 10 ] | [ 11 ] | [ 12 ] | [ 13 ] | [ 14 ] | [ 15 ] | [ 16 ] | [ 17 ] | [ 18 ] | [ 19 ]                | [ 20 ]                | [ 21 ]                | [ 22 ]                | [ 23 ]                | [ 24 ] | [ 25 ] | [ 26 ] |

## Alpina-Versionen
Die Firma Alpina aus Buchloe entwickelte auf Basis des 8er den Alpina B12. Der B12 wurde von 1990 bis 1994 auf Basis des 850i mit leistungsgesteigertem V12-Motor und Automatikgetriebe gebaut. Die Motorleistung wurde dabei auf 257 kW (350 PS) erhöht, das maximale Drehmoment beträgt 470 Nm. Die Verdichtung wurde von 8,8 auf 9,5 erhöht; der Hubraum des Motors blieb unverändert. Ab 1992 war auch der handgeschaltete B12 5.7 verfügbar, der auf Basis des 850CSi entstand. Der V12-Motor wurde um 70 cm3 vergrößert und die Leistung um 26 kW auf 306 kW (416 PS) angehoben. Das maximale Drehmoment des Motors beträgt 570 Nm. Beide Fahrzeuge sind nicht auf die bei BMW üblichen 250 km/h abgeregelt, die Höchstgeschwindigkeit liegt bei 280 beziehungsweise 300 km/h. Vom B12 5.0 wurden 97 Stück, vom B12 5.7 57 Stück produziert.

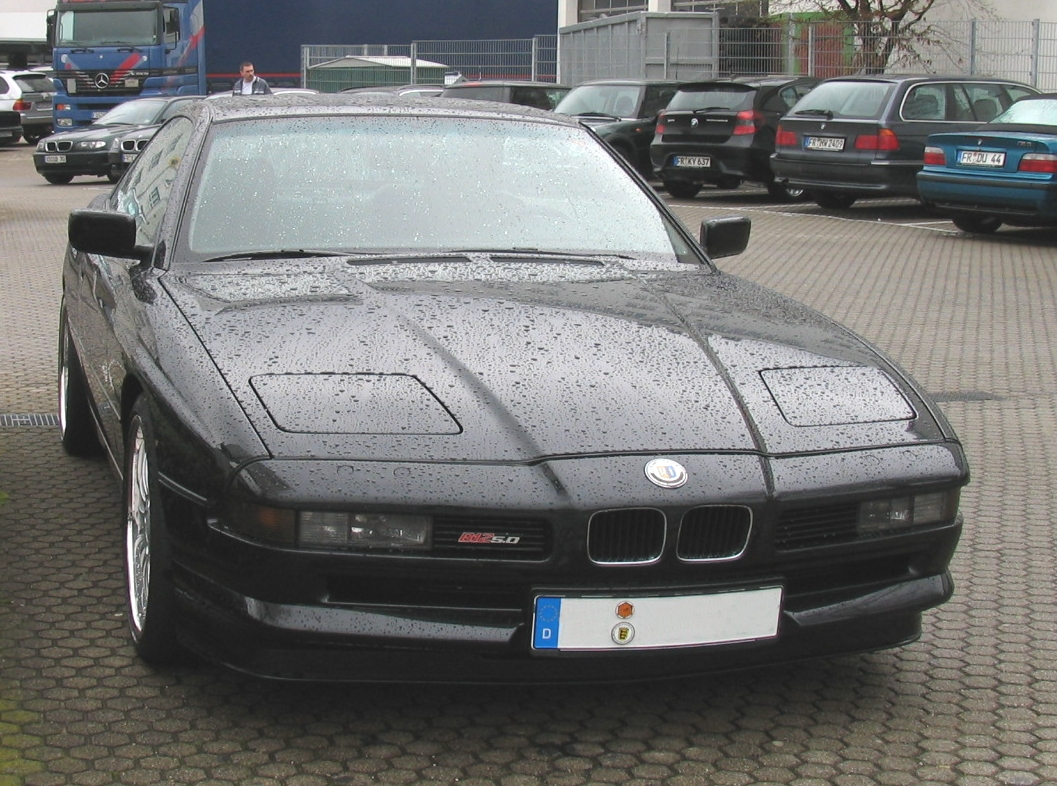
Alpina B12 5.0
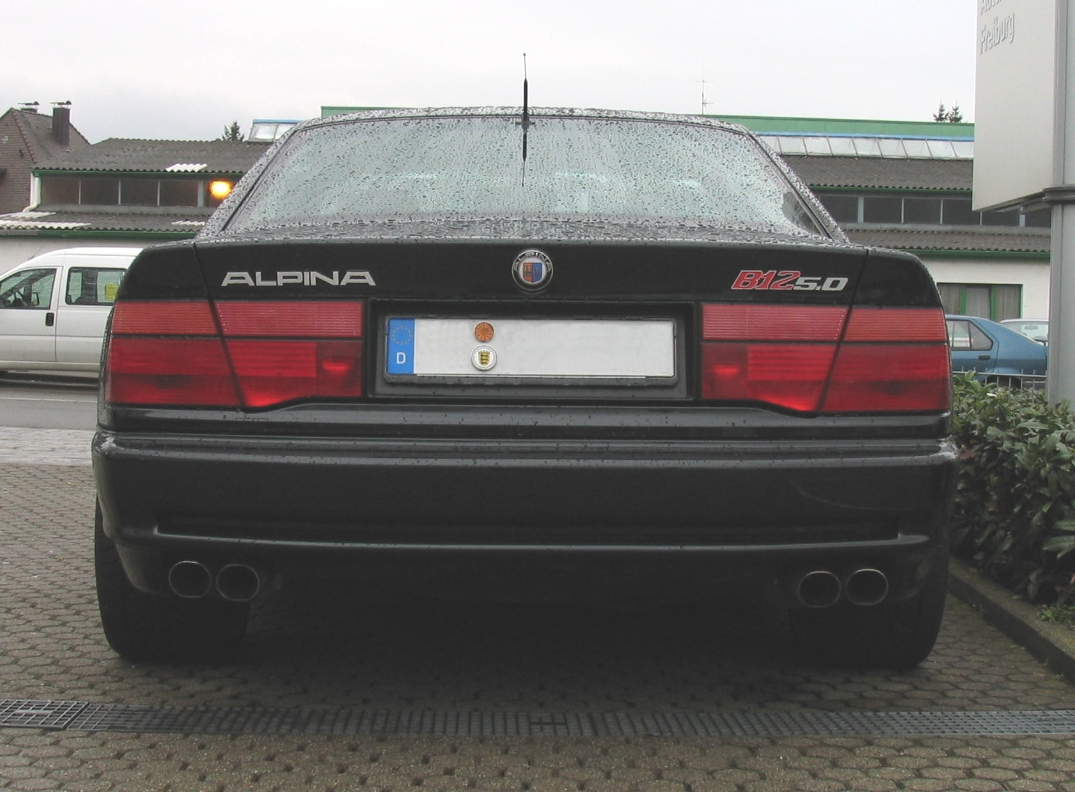
Alpina B12 5.0, Heckansicht
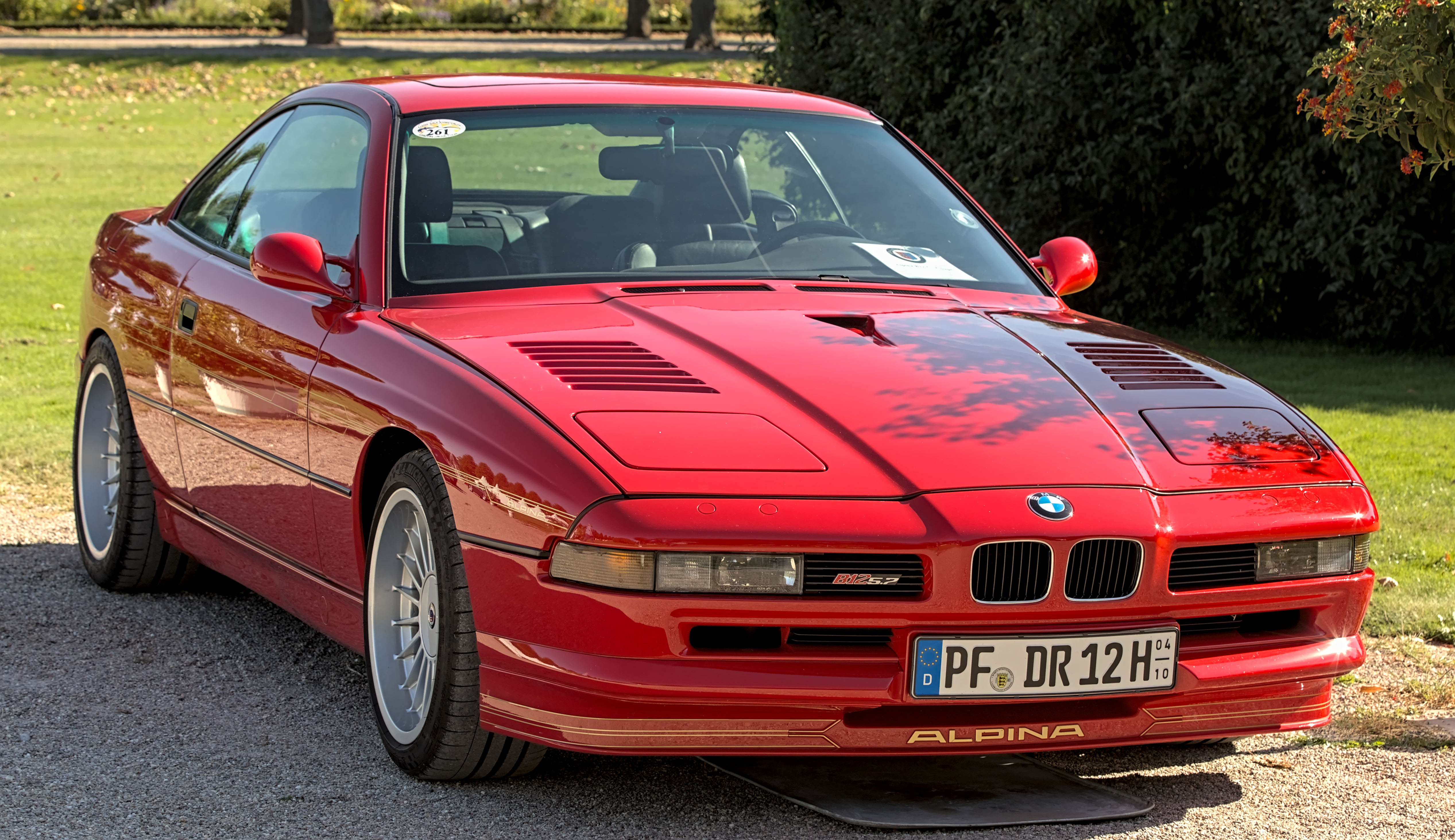
Alpina B12 5.7
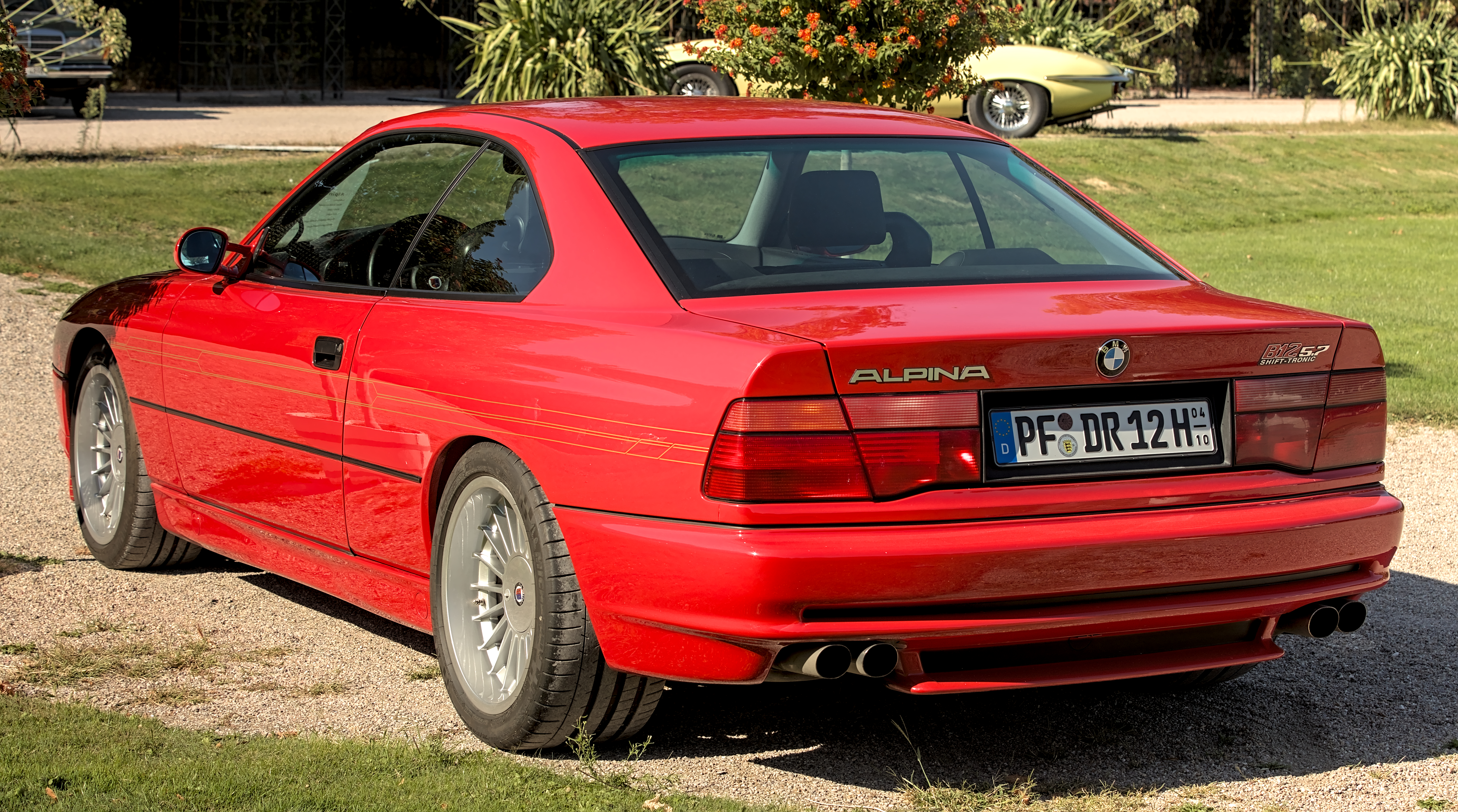
Alpina B12 5.7, Heckansicht

## BMW 8er (G15)
Die Bezeichnung BMW 8er wurde nicht unmittelbar fortgeführt. Im Jahre 2017 wurde der Prototyp eines Nachfolgemodells als BMW Concept 8er Coupé vorgestellt.
BMW kündigte im Mai 2017 eine neue 8er-Serie an, den BMW G15. Diese wurde Ende 2018 als Coupé und Cabriolet und 2019 als Gran Coupé eingeführt.

## Trivia
- Die Reportage „Testfahrt mit Tarnkappe“ wurde 1989 im ZDF gesendet. Das ZDF-Team hatte die Entwicklung des BMW 850i mehr als zwei Jahre bis zur Serienreife begleitet und bot seltene Einblicke in die Interna der BMW-Entwicklungsabteilung.[28]
- Im Film Der Tod steht ihr gut fährt Helen Sharp, eine der Titelheldinnen, einen roten BMW 850i.
- Sein gelber E31 bildet den Mittelpunkt des offiziellen Musikvideos zu Sexy M.F. von Prince.
- In der Serie Alarm für Cobra 11 wurde in der Folge „Der neue Partner“ in einer Verfolgung ein silberner BMW E31 verwendet.[29]
- In der Netflix-Serie Deadwind fährt der Ermittler Sakari Nurmi einen E31.[30] Die BMW-Logos auf der Motorhaube und auf dem Kofferraum sind schwarz abgeklebt.
- Im Film The Score fährt Robert De Niro einen BMW 840.[31]
- Im Jahr 2013 erlaubte sich die Zeitschrift Auto motor und sport einen Aprilscherz mit der Veröffentlichung von bearbeiteten Bildern, die angeblich verschollene Touring Modelle zeigte. Darunter war auch der BMW E31.[32]